# ماري آدامز (مربية)
ماري آدامز هي مربية كندية، ولدت في 10 نوفمبر 1823 في Westbury, Quebec ‏ في كندا، وتوفيت في 5 نوفمبر 1898 في تورونتو في كندا.